# Kotma
Kotma è una suddivisione dell'India, classificata come municipality, di 28.484 abitanti, situata nel distretto di Shahdol, nello stato federato del Madhya Pradesh. In base al numero di abitanti la città rientra nella classe III (da 20.000 a 49.999 persone).

## Geografia fisica
La città è situata a 23° 11' 60 N e 81° 58' 0 E e ha un'altitudine di 516 m s.l.m..

## Società

### Evoluzione demografica
Al censimento del 2001 la popolazione di Kotma assommava a 28.484 persone, delle quali 14.962 maschi e 13.522 femmine. I bambini di età inferiore o uguale ai sei anni assommavano a 4.162, dei quali 2.105 maschi e 2.057 femmine. Infine, coloro che erano in grado di saper almeno leggere e scrivere erano 19.069, dei quali 11.292 maschi e 7.777 femmine.